# ハマカワフミエ
ハマカワ フミエ（朝: 하마카와 후미에, 1985年5月27日 - ）は、日本の女優。神奈川県出身。フォセット・コンシェルジュ所属。

## 来歴
- フェリス女学院中学校・高等学校演劇部で6年間の活動。
- 2004年、明治大学文学部入学後、公認演劇サークル「劇団活劇工房」入団。2005年初頭、同期数名とユニット「3WD」結成、旗揚げ。演出または、俳優として全ての公演に参加。
- 2008年、学内から外部劇場への進出を機に、劇団名を「国道五十八号戦線」に改名。2010年12月の解散まで劇団員として活動する。
- 2009年6月からフォセット・コンシェルジュに所属。劇団解散後は1年間演技活動を休止。「休んだことで自分を客観的に見られるようになった」[1]と以降、舞台を中心にドラマや映画、テレビコマーシャルなど映像作品にも出演している。

## 人物
- 日本人の父と、韓国人の母を持つ日韓ハーフ[2]。
- 好物は男梅サワー。
- 工場萌えの気質がある。
- 肉類嫌いでほぼ食べないが、加工肉である生ハムは好き。
- 公称スリーサイズはB81 W57 H83[3]。
- 「死ぬまでどうやって演劇を続けていこうか」ということを時間があれば考えている演劇人間。
- フェリス時代のあだ名は「きるる」[4]。

## 出演

### テレビドラマ
- 天装戦隊ゴセイジャー 第20話（2010年6月27日、テレビ朝日）
- 陽だまりの樹 第3話（2012年4月20日、NHK BSプレミアム） - 女郎 役
- 大河ドラマ 八重の桜 第33話 - 第36話（2013年、NHK） - 女紅場生徒 役
- ハクバノ王子サマ 純愛適齢期 第1話（2013年10月3日、読売テレビ / 日本テレビ） - 美容室店員 役
- モザイクジャパン（2014年5月18日 - 6月15日、WOWOW） - 木内桃子 役
- 匿名探偵 第2期 第2話（2014年7月11日、テレビ朝日） - ホステス・梨花 役
- 世にも奇妙な物語（フジテレビ）
  - 「インターホン」[5]（2014年10月18日）
  - 「ズンドコベロンチョ」（傑作復活編）（2015年11月21日） - 大沢 役
  - 「脱出不可」（2018年11月10日） - 南原さつき 役
- すべてがFになる 第7話・第8話（2014年12月2日・9日、フジテレビ） - 上倉裕子 役
- 問題のあるレストラン 第3話（2015年1月29日、フジテレビ） - 半田未子 役
- 保育探偵25時〜花咲慎一郎は眠れない!!〜 第2話・第3話（2015年1月23日・30日、テレビ東京） - 今日香 役
- 相棒 season13 第18話（2015年3月11日、テレビ朝日） - 西崎早苗 役
- Dr.倫太郎 第5話（2015年5月13日、日本テレビ） - 大滝ナミ（葉子の友人でギャンブル依存症の患者）
- しんがり 山一證券 最後の聖戦（2015年9月20日 - 10月25日、WOWOW） - 事業法人本部（ジホウ）・山下里恵 役
- いつかこの恋を思い出してきっと泣いてしまう 第2話（2016年1月25日、フジテレビ） - 廣井 役
- フラジャイル 第7話（2016年2月24日、フジテレビ） - 北山奈央 役
- 東京センチメンタル 第7話（2016年2月27日、テレビ東京） - 佐野ゆかり 役
- 99.9-刑事専門弁護士- 第4話（2016年5月8日、TBS） - 井原宏子 役[6]
- コールドケース 〜真実の扉〜 第4話（2016年11月12日、WOWOW） - 菊池翔子 役
- 刑事7人 第3シリーズ 第2話・第6話・第9話 （2017年7月19日・8月16日・ 9月6日、テレビ朝日） - 宮本あかり 役
- Home Sweet Tokyo 第3回「アリスのお弁当」（2017年12月3日、NHKワールド） - ヒカル 役
- 新春ドラマスペシャル 娘の結婚（2018年1月8日、テレビ東京） - 居酒屋店員 役
- 60 誤判対策室（2018年5月6日 - 6月3日、WOWOW） - 矢野琴乃 役
- ミステリースペシャル 満願 最終夜「満願」（2018年8月16日、NHK総合） - 土屋麻子 役
- SUITS/スーツ 第9話（2018年12月3日、フジテレビ） - 香西さな恵 役
- 日曜プライム 「おかしな刑事19」（2019年1月13日、テレビ朝日） - 岸知絵美 役
- 塔馬教授の天才推理3 (2019年3月9日、フジテレビ） - 神楽百合亜 役
- 左ききのエレン (2019年10月 - 12月、毎日放送） - 斎藤咲千代 役
- 特捜9season4 第5話（2021年5月5日、テレビ朝日） - 青井春菜 役
- 二月の勝者-絶対合格の教室- 第7話（2021年11月27日、日本テレビ） - 福島友美 役
- 警視庁・捜査一課長 Season6 第6話（2022年5月19日、テレビ朝日） - 本庄忍 役
- 警視庁強行犯係 樋口顕 Season2 第6話（2022年8月19日、テレビ東京） - 徳永瞳 役
- 束の間の一花 第5話（2022年11月15日、日本テレビ）
- なにわの晩さん! 美味しい美味しい走り飯 第1話・第4話（2023年4月2日、朝日放送テレビ） - 明日香 役
- いちばんすきな花（2023年10月12日 - 、フジテレビ） - 谷本杏里 役
- ジャンヌの裁き 第5話（2024年2月9日、テレビ東京） - 葛城早苗 役[7]
- バントマン 第2話（2024年10月19日、東海テレビ・フジテレビ系） - 新垣裕香 役[8]
- 問題物件 第1話（2025年1月15日、フジテレビ） - 渡辺栄子 役[9]

### ドキュメンタリー
- ザ・モキュメンタリーズ　〜カメラがとらえた架空世界〜#2「（株）わたし」（2021年、WOWOWプライム・WOWOWオンデマンド）

### ラジオドラマ
- 青春アドベンチャー「フラワー・ライフ」『桜とコーヒー』（大橋秀和脚本回。2015年7月7日、NHK FM） - 徳永真琴役[10]
- 青春アドベンチャー「晴れたらいいね」（2016年2月29日 - 3月4日、3月7日 - 3月11日（全10回）、NHK FM）[11]
- FMシアター「すぎのまち」（2018年7月14日、NHK-FM） - 中尾沙耶 役

### ウェブドラマ
- 必ず二度見したくなるドラマ『ワンナイトのあとに』（2019年11月1日、monogatary.com Official Youtube Channel） - 安元加奈子 役
- オンライン会議劇「『未開の議場』-オンライン版-」（2020年4月17日 - 19日、YouTube Live）
- 必ず二度見返したくなるドラマ『わたしたち、美脚部』（2021年3月19日、monogatary.com Official Youtube Channel）
- 必ず二度見返したくなるドラマ『レンチキュラー』（2021年3月19日、monogatary.com Official Youtube Channel）
- めぐる。「FOD版」第6話・第8話（2021年12月20日、FOD） - アイカ役[注 1]

### オーディオドラマ
- 令和版・夜のミステリー by AudioMovie® (2020年12月、AudioMovie）
  - season1 第1話『都市伝説』（安藤みさき役）
  - season2 第4話『9時45分』（訪れる女役）、第6話『雪道で』（間宮倫子役）

### 映画
- ラビット・ホラー3D（2011年）
- 闇金ウシジマくん（2012年）[要出典]

### 吹替
- サウンドトラック（2019年、Netflix） - リア・サンズ 役

### 舞台
コヰマリ（猫道＋ハマカワフミエ）
- 野外劇「東京漂流」「五反田砂漠」（2005年10月 - 、吉祥寺駅北口 ロータリー・明治大和泉校舎屋上・新宿伊勢丹屋上・渋谷東急屋上）

劇団活劇工房
- vol.84 春公演「煌煌高校」（2006年4月27日 - 30日、明治大学和泉校舎第二学生会館地下アトリエ）

ほか
3WD / 国道五十八号戦線
※特記のないものはすべて脚本・演出：友寄総市浪
- 旗揚公演「亡月王-CRASH THE MOON!-」（2005年2月25日 - 27日、明治大学和泉校舎内第二学生会館地下アトリエ） - ハマカワフミエ演出（出演せず）
- 第2回公演「HEAVY SMOKERS FOREST」（2006年3月3日 - 6日、明治大学和泉校舎内第二学生会館地下アトリエ） - ハマカワフミエ演出（出演せず）
- 第3回公演「コンパクトディスクリードオンリーメモリー」（2006年11月10日 - 13日、明治大学和泉校舎内第二学生会館地下アトリエ）
- 第4回公演「煉瓦鉄道の夜」（2007年9月9日 - 15日、明治大学和泉校舎内第二学生会館地下アトリエ）
- 第5回公演「誰も寝てはならぬ」（2008年2月21日 - 25日、明治大学和泉校舎内第二学生会館地下アトリエ）
- 第6回公演「国道五十八号戦線異状ナシ」（2008年8月28日 - 9月1日、池袋シアター・グリーン BASE THEATER）
- 第7回公演「誰も寝てはならぬ」（再演）（2009年3月5日 - 8日、神楽坂DIE PRATZE / 3月13日 - 15日、一心寺シアター倶楽）
- 第8回公演「反重力エンピツ」（2009年8月19日 - 23日、新宿サンモールスタジオ）
- 第9回公演「バベルノトウ」（2010年1月20日 - 25日、新宿 サンモールスタジオ）
- Mrs.fictions presents『15 Minutes Made Volume8』国道五十八号戦線 15mm vol.8 参加作品『さっき終わったはずの世界』（2010年4月29日 - 5月2日、池袋シアターグリーン Box in BOX THEATER）
- 第10回公演「反重力エンピツ」（再演）（2010年7月23日 - 8月1日、サンモールスタジオ）※当初発表の「マイグランパズアッシュダイアモンド」から演目変更
- 解散公演「国道五十八号戦線異状ナシ」（再演）/「国道五十八号戦線異状アリ」（短編集）（2010年12月8日 - 13日、サンモールスタジオ）※演出:谷賢一（DULL-COLORED POP）

外部公演
- 劇団ギリギリエリンギ「身から出たボルシチ～セントナメモリアル、略してセンメモ～」(2005年8月31日 - 9月4日、池袋・レストラン「セントポールの隣り」)
- エムキチビート　第二廻公演『桜花狂咲』（2005年12月16日 - 19日、明治大学第二学生会館地下アトリエ）
- 猫道プレゼンツ「赤旗JAM」vol.1（2006年5月3日、高田馬場 タナトス6）
- reset-N + Le Theatre de Ajmer"ADAGIOS", fragments for two women（2006年6月6日 - 11日、こまばアゴラ劇場）※演出助手のみで出演せず
- エムキチビート第三廻公演『明時ディソナンス』（2006年9月1日 - 4日、阿佐ヶ谷アルシェ）
- 猫道一家「ナツヤスミ語辞典」（2006年10月21日・22日、シアター・バビロンの流れのほとりにて(東京バビロン)）
- DULL-COLORED POP 第四回公演『ベツレヘム精神病院』（2007年3月16日 - 18日、新宿タイニィ・アリス）
- エムキチビート第四廻公演「昇鳴蛇 ‐CRY:ME SNAKE‐」（2007年3月30日 - 4月3日、阿佐ヶ谷アルシェ）
- 猫道一家「魔夏ニ放ツ独演ノ狂宴」ハマカワフミエ一人芝居『魔夏の果実』（2007年8月14日、新宿 シアターPOO）
- DULL-COLORED POP vol.5『Caesiumberry Jam（セシウムベリー・ジャム）』（2007年10月12日 - 15日、新宿タイニィ・アリス）
- DULL-COLORED POP企画公演『藪の中（Remix）』（2007年11月4日、千葉県柏市 寺島文化会館前広場）
- MU「相思相愛確信犯」（2008年7月9日 - 13日、下北沢駅前劇場）
- 劇団ギリギリエリンギAnotherworks「１K～部屋とYシャツと時々、ワタシ～」（2008年10月21日 - 26日、渋谷Gallery LE DECO 5）
- 劇団ギリギリエリンギ「ギリギリ天国」（2009年4年20日、エビス駅前バー）※日替わり〈口説かれ〉ゲスト
- DULL-COLORED POP「ショート7」『Bloody Sauce Sandwitch』『エリクシールの味わい』（2009年4月29日 - 5月6日、pit北/区域）
- ITO SHINTARO IS A NICE STALKER「ナイスストーカー認定試験　ARG」「Good design girl loves art」（2009年6月30日 - 7月5日、渋谷ギャラリー・ル・デコ4）
- バナナ学園純情乙女組『アタシだけ超怒られた』（2009年8月1日、王子小劇場）※おはぎライブ特別ゲスト
- こゆび侍　第8回公演『はちみつ』（2009年9月23日 - 28日、王子小劇場）
- elePHANTMoon #8「ブロークン・セッション」（2009年11月18日 - 23日、サンモールスタジオ）
- ろばの葉文庫「僕らの声の届かない場所」（2010年1月12日 - 17日、The Artcomplex Center of Tokyo）
- クロカミショウネン18『ユー・アー・マイン』（2010年5月12日 - 16日、下北沢駅前劇場）
- 空想組曲VOL.6『組曲「空想」』（2010年6月16日 - 22日、下北沢オフオフシアター）
- Project BUNGAKU 太宰治「人間失格」(2010年9月30日 - 10月10日、八幡山ワーサルシアター）
- PLAT-formance第9回公演「PUZZLE」（2010年11月12日 - 15日、王子小劇場）
- Nichecraft企画展「架空の箱庭療法」（2010年11月20 - 23日、東中野レンタルスペース）
- ミナモザ『エモーショナルレイバー』（2011年1月20日 - 23日、東京・シアタートラム） - エンジェル役
- 国分寺大人倶楽部『ホテルロンドン』（2011年2月23日 - 27日、東京・王子小劇場） - 短大生ハルカ役
- PLAT-formance『DUST CHUTE UTOPIA』（2011年5月19日 - 23日、東京・タイニイアリス ）
- タテヨコ企画『すくすく』（2011年6月30日 - 7月4日、東京・吉祥寺シアター） - 主演
- JACROW『明けない夜・完全版』（2011年8月25日 - 28日、東京・シアタートラム） - 純子役
- 鵺的『荒野1/7』（2012年8月7日 - 12日、東京・ギャラリーLE DECO）
- ブラジル『行方不明』（2012年11月17日 - 25日、赤坂RED/THEATER）
- アマヤドリ『月の剥がれる』（2013年3月4日 - 10日、座・高円寺1）
- 鵺的『毒婦二景』「昭和十一年五月十八日の犯罪」（2014年6月12日 - 23日、下北沢小劇場 楽園） - 阿部定役
- 坂元裕二朗読劇 蝋燭朗読中目黒「カラシニコフ不倫海峡」（2014年8月1日、ウッディシアター中目黒）
- 日本劇作家協会 月いちリーディング 川名幸宏「天と空のあいだ」（2016年6月25日、座・高円寺 稽古場2）
- 日本劇作家協会 月いちリーディング 河田唱子「ヒヨコマメスープの味」（2016年8月27日、神奈川県立青少年センター 研修室2）
- 一人芝居ミュージカル短編集vol.1「生殺しの蛇」（2016年11月10 - 14日、西荻窪　Atelier Kanon） - ジュディ・シル役
- 鵺的トライアルvol.1「フォトジェニック」（2017年1月10日 - 15日、SPACE梟門） - 映像出演[12]
- オフィスコットーネプロデュース「The Dark」（2017年3月3日 - 12日、吉祥寺シアター）
- アガリスクエンターテイメント「時をかける稽古場2.0」（2017年3月22日 - 28日、下北沢駅前劇場、2017年4月4日 - 9日、京都・KAIKA）
- 日本劇作家協会 月いちリーディング 木村和博「三拍子おうち」（2017年6月17日、神奈川県立青少年センター 研修室2）
- キコ/qui-co.「鉄とリボン」戯曲/演出/構成：小栗剛 (2018年5月2日・3日、座・高円寺2)
- オフィス上の空プロデュース ６団体プロデュース 「１つの部屋のいくつかの生活」鵺的『修羅』（2019年4月6日 - 14日、吉祥寺シアター）
- Sweet Arrow Theatricals 「You’re a Good Man,Charlie Brown」（2019年6月27日 - 7月7日、シアター風姿花伝） - ルーシー 役
- JAT「その日、あなたは真夜中の部屋で」（2020年7月9日 - 12日、ザ・ポケット）※コロナ禍のため全日程中止
- 演劇ユニット鵺的 第14回公演「夜会行」（2021年7月1日 - 7日、新宿 サンモールスタジオ）
- 弧の会2021「歴史法廷の中に生きる我々のための小噺集」『最後の魔女』（2021年7月28日 - 8月1日、create space anima）
- Cuebicle「Transcendent Express」（2021年12月10日 - 19日、上野ストアハウス）
- アガリスクエンターテイメント『SHINE SHOW!―シャイン・ショウ―』（2022年8月31日 - 9月4日、シアターアルファ東京）
- 演劇ユニット鵺的 第17回公演「天使の群像」（2023年12月21日 - 29日、下北沢ザ・スズナリ）[13]

### CM
- 五星コーポレーション 宗家一品ジャバンのり（2013年）
- ナリス化粧品 スキンケアモニター 告白篇 カップル（2013年）
- ジュエリーかまた ブライダル「愛おしい指」篇（2013年）
- KDDI au 「800MHz/トビラ」篇（2014年）
- オートバックス 増税前最後の大セール！篇（2014年）
- 株式会社ホットスタッフ 「この街で、働こう。」（2014年）
- auひかり「女刑事ひかり」ガサ入れ篇・人質篇・監禁篇・銃撃戦篇（2015年）
- JAF「知らなかったよJAF/ロードサービス」篇（2016年）
- ジェームス「日本男児篇」（2016年） - ジェームスファミリーが見ている映画のヒロイン役
- 大鵬薬品 ソルマック「2人のお客様・研究員」篇（2017年）
- 日本郵便　ゆうパック「配達希望時間帯拡充」篇 - 主婦･よしこ 役（2018年）
- アコム「はじめたいこと、はじめよう！」篇（2021年）

### その他
- 玄光社MOOK「オールドレンズ×美少女」特集ページ『美少女と名レンズ5選』モデル（2015年）
- 東京センチメンタル Blu-ray/DVD BOX　映像特典「片桐仁のリベンジデート～佃島編～」（2016年6月2日）
- ロバート秋山のクリエイターズ・ファイル No.38 「ハイパーFM＆ラジオパーソナリティ 宗像＂issiy"裕司」（2017年） - R&Bシンガー 岡本Rukia 役
- トークライブ「酔い処 福仁」（2019年、渋谷よしもと∞ドームステージⅠ）ゲスト